# Pete Morrison

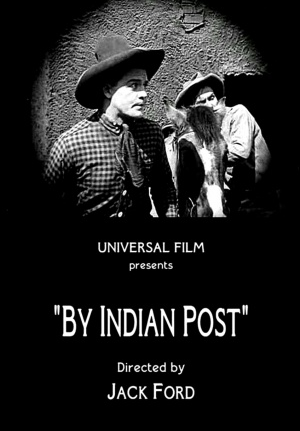
Cartaz do filme de John Ford By Indian Post (1919).

Pete Morrison, nome artístico de George D. Morrison (8 de agosto de 1890 – 5 de fevereiro de 1973), foi um ator de cinema estadunidense da era do cinema mudo, que atuou em 200 filmes entre 1909 e 1935, a grande maioria Westerns.

## Biografia
Nasceu em Westminster, Colorado, e durante sua infância viveu em Morrison (seu avô, o pioneiro George Morrison, foi o fundador da cidade de Morrison) e Idaho Springs, ambos no Colorado, e desde cedo aprendeu a lidar com cavalos com seu pai Thomas. Eles cuidavam do gado e do rebanho de ovelhas durante o verão em Middle Park e Fall River, no Colorado, para abastecimento de carnes nos campos de mineração de Georgetown, Idaho Springs, Nevadaville, Black Hawk e Central City. Durante a adolescência, Pete trabalhou na indústria de mineração, com seus irmãos mais velhos, gerenciando as seções do Argo Tunel, onde Pete era um maquinista, operador de grua, auxiliar de convés, carroceiro, auxiliando vários dos maiores mineiros na área de Idaho Springs. No verão de 1910, Pete foi um bombeiro na Colorado and Southern Railway, quando ele foi conquistado pelos primeiros filmes westerns. Pete Morrison iniciou na vida cinematográfica em 1908, quando a Selig Company visitou a área onde trabalhava. Pete e seu irmão Chick começaram a trabalhar como dublês para os filmes do Essanay Studios sobre Broncho Billy, logo descobrindo que poderiam ganhar mais dinheiro trabalhando em filmes em 2 semanas do que em um mês na estrada de ferro.
Quando o diretor Frank Boggs retornou ao Colorado em 1910 para filmar mais, Pete e seu irmão foram para Hollywood com ele, e começaram a atuar em westerns. Durante sua carreira, Morrison atuou tanto em filmes da era muda, quanto sonoros, atuando em quase 200 filmes no total. Seu cavalo nos filmes era o Lightning the Horse.

### Carreira cinematográfica
Seu primeiro filme foi o Western curta-metragem On the Warpath, em 1909, pela Selig Polyscope Company, onde atuou apenas como extra, não-creditado. Depois atuou em The Best Man Wins (1909) e em Judgment (1909), pelo Essanay Studios.
Pete Morrison inicialmente atuou pela American Film Company, em filmes como The Ranchman's Nerve (1911) e The Outlaw's Trail (1911), depois assinando com a Universal Pictures, onde atuaria em westerns e curta-metragens. Morrison atuou ao lado de atores como Tom Mix, Wallace Beery, Noah Beery, John Barry, Charlotte Burton. Durante algum tempo Morrison deixou os filmes para viajar através do país no Wild West Show, e depois retornou a atuar em westerns para a Triangle e a Universal. Ele faria uma série de filmes na América Central e do Sul, mas acabou por regressar à Universal. Com a chegada do som, sua carreira declinou um pouco e ele começou a atuar em papéis coadjuvantes em filmes como The Big Trail onde conheceu um jovem recém-chegado que compartilhou seu nome, Marion Duke Morrison, que mais tarde ganhou fama como John Wayne. Seu último filme foi Five Bad Men, em 1935, num pequeno papel não-creditado.

### Vida pessoal e morte
Foi irmão dos também atores Carl Morrison e Chick Morrison.
Em 1935 Pete Morrison se retirou do cinema e foi cuidar de seu rancho perto de Golden, Colorado, que adquirira em 1926. Ali ele viveu com a família, incluindo a esposa Lillian, com quem casara em 1912, e os filhos Clifford E. e Douglas K. Morrison. Pete se tornou xerife em Jefferson County, Colorado em 1936,e ali permaneceu por 37 anos. Foi um membro do Golden Masonic Lodge. Ele cuidou do rancho até sua aposentadoria, no final na década de 1960. Pete Morrison morreu em Los Angeles, Califórnia, em 5 de fevereiro de 1973, de um aneurisma abdominal aos 82 anos de idade. Ele está enterrado no Golden Cemetery, ao lado de outros membros de sua família.
The Pete Morrison Collection está locada no Golden Landmarks Association, em Golden, Colorado.

## Filmografia parcial
- On the Warpath (1909)
- The Best Man Wins (1909)
- Judgment (1909)
- The Ranchman's Nerve (1911)
- The Outlaw's Trail (1911)
- The Bruiser (1916)
- The Black Horse Bandit (1919)
- The Fighting Brothers (1919)
- His Buddy (1919)
- Rustlers (1919)
- Ace High (1919)
- Gun Law (1919)
- The Gun Packer (1919)
- By Indian Post (1919)
- Kingdom Come (1919)
- The Ghost City (1923)
- Black Gold (1924)
- Santa Fe Pete (1925)
- The Escape (1926)[7]
- The Desperate Game (1926)
- The Three Outcasts (1929)
- Chinatown Nights (1929)
- Spurs (1930)
- The Big Trail (1930)
- The Vanishing Legion (1931)
- The Last Frontier (1932)
- The Trail Drive (1933)
- Five Bad Men (1935)